# Osmar Werner
Osmar Pedro Werner (Bom Retiro, 22 de janeiro de 1924 — Braço do Norte, 8 de abril de 1996) foi um empresário e político brasileiro.

## Vida
Filho de Carlos Werner e Amélia Werner. Casou com Maria Schlickmann, filha de Teodoro Bernardo Schlickmann, e tiveram os filhos Valdete Amélia, Valquíria Inês, Valneide Maria, Valton Carlos, Valmari Terezinha, Vera Lúcia, Edson Carlos, Valfrida Emília, Odilon Paulo, Valnize Irene, Valdéia Isabel, Vlades Regina, Valdiléia e Valdilene.
Foi proprietário de uma oficina mecânica e do primeiro posto de gasolina de Braço do Norte, na rua Felipe Schmidt.

## Carreira
Filiado ao Partido Social Democrático (PSD), do qual foi membro fundador e vice-presidente. Foi sócio fundador e presidente do Clube Cruzeiro e da Cooperativa de Eletrificação Rural de Braço do Norte (Cerbranorte).